# Rafael Escalona
Rafael Calixto Escalona Martinez (Patillal, 26 mei 1927 - Bogotá, 13 mei 2009) was een Colombiaans componist en zanger.
Martinez was een der meest prominente Vallenato-componisten en -troubadours en was samen met Consuelo Araujo en Alfonso Lopez Michelsen de medestichter van het Vallenato Legend Festival. (Vallenato is volksmuziek uit Colombia, en betekent letterlijk: geboren in de vallei.)
Hij was ook jarenlang bevriend met schrijver Gabriel García Márquez, die Martinez in zijn verhalen liet optreden en zei dat zijn meesterwerk Honderd jaar eenzaamheid eigenlijk een "vallenato" van 350 bladzijden was. Escalona's liederen beschrijven de geschiedenis en de verhalen van het departement Magdalena van de 20ste eeuw. Escalona was een atypische componist, in die zin dat hij zelf geen instrumenten bespeelde of zijn liederen zong, waardoor zijn liederen moeilijk te analyseren zijn.
In 1991 produceerde hij de televisiereeks Escalona over zichzelf.

## Liederen
- "El Hambre del Liceo"
- "La casa en el aire"
- "Elegía a Jaime Molina"
- "La vieja sara"
- "El Almirante Padilla"
- "La patillalera"
- "La custodia de Badillo"
- "El villanuevero"
- "El general Dangond"
- "La historia"
- "Honda herida"
- "La brasilera"
- "Dina Luz"
- "El perro de Pavajeu"
- "EL jerre jerre"
- "La Privincia"
- "El testamento"
- "El Bachiller"
- "Maria Tere"